# Charles Rahi Chun
Charles Rahi Chun (Nova Iorque, 28 de fevereiro de 1967) é um ator estadunidense que apareceu em várias séries de televisão como Scrubs, Everybody Loves Raymond, Ned's Declassified School Survival Guide.
Ele também apareceu em filmes como Beverly Hills Cop III, Dumb & Dumber, Double Tap e My Favorite Martian. Em 1996, ele estrelou na série popular Star Trek: Deep Space Nine no episódio "Trials and Tribble-ations", no qual interpretou um engenheiro Starfleet servindo a bordo do original USS Enterprise de Star Trek: The Original Series.
Ele também fez aparições em The O.C., Beyond Belief: Fact or Fiction, House MD, Castle, Big Time Rush.
Ele atuou no filme A Entrevista de 2014, dirigido por Seth Rogen e Evan Goldberg.